# Gastromyzon
 Gastromyzon és un gènere de peixos de la família dels balitòrids i de l'ordre dels cipriniformes.

## Taxonomia
- Gastromyzon aequabilis (Tan, 2006)[2]
- Gastromyzon aeroides (Tan & Sulaiman, 2006)[3]
- Gastromyzon auronigrus (Tan, 2006)[4]
- Gastromyzon bario (Tan, 2006)[5]
- Gastromyzon borneensis (Günther, 1874)
- Gastromyzon brunei (Tan, 2006)
- Gastromyzon contractus (Roberts, 1982)
- Gastromyzon cornusaccus (Tan, 2006)[6]
- Gastromyzon cranbrooki (Tan & Sulaiman, 2006)[7]
- Gastromyzon crenastus (Tan & Leh, 2006)[8]
- Gastromyzon ctenocephalus (Roberts, 1982)
- Gastromyzon danumensis (Chin & Inger, 1989)[9]
- Gastromyzon embalohensis (Rachmatika, 1998)[10]
- Gastromyzon extrorsus (Tan, 2006)[11]
- Gastromyzon farragus (Tan & Leh, 2006)[8]
- Gastromyzon fasciatus (Inger & Chin, 1961)
- Gastromyzon ingeri (Tan, 2006)[12]
- Gastromyzon introrsus (Tan, 2006)[13]
- Gastromyzon lepidogaster (Roberts, 1982)
- Gastromyzon megalepis (Roberts, 1982)
- Gastromyzon monticola (Vaillant, 1889)
- Gastromyzon ocellatus (Tan & Ng, 2004)[14]
- Gastromyzon ornaticauda (Tan & Martin-Smith, 1998)
- Gastromyzon pariclavis (Tan & Martin-Smith, 1998)
- Gastromyzon praestans (Tan, 2006)[15]
- Gastromyzon psiloetron (Tan, 2006)[16]
- Gastromyzon punctulatus (Inger & Chin, 1961)[17]
- Gastromyzon ridens (Roberts, 1982)
- Gastromyzon russulus (Tan, 2006)[16]
- Gastromyzon scitulus (Tan & Leh, 2006)[8]
- Gastromyzon spectabilis (Tan, 2006)[16]
- Gastromyzon stellatus (Tan, 2006)[18]
- Gastromyzon umbrus (Tan, 2006)[16]
- Gastromyzon venustus (Tan & Sulaiman, 2006)[19]
- Gastromyzon viriosus (Tan, 2006)[18]
- Gastromyzon zebrinus (Tan, 2006)[16][20][21][22][23][24][25]